# إعصار وينستون

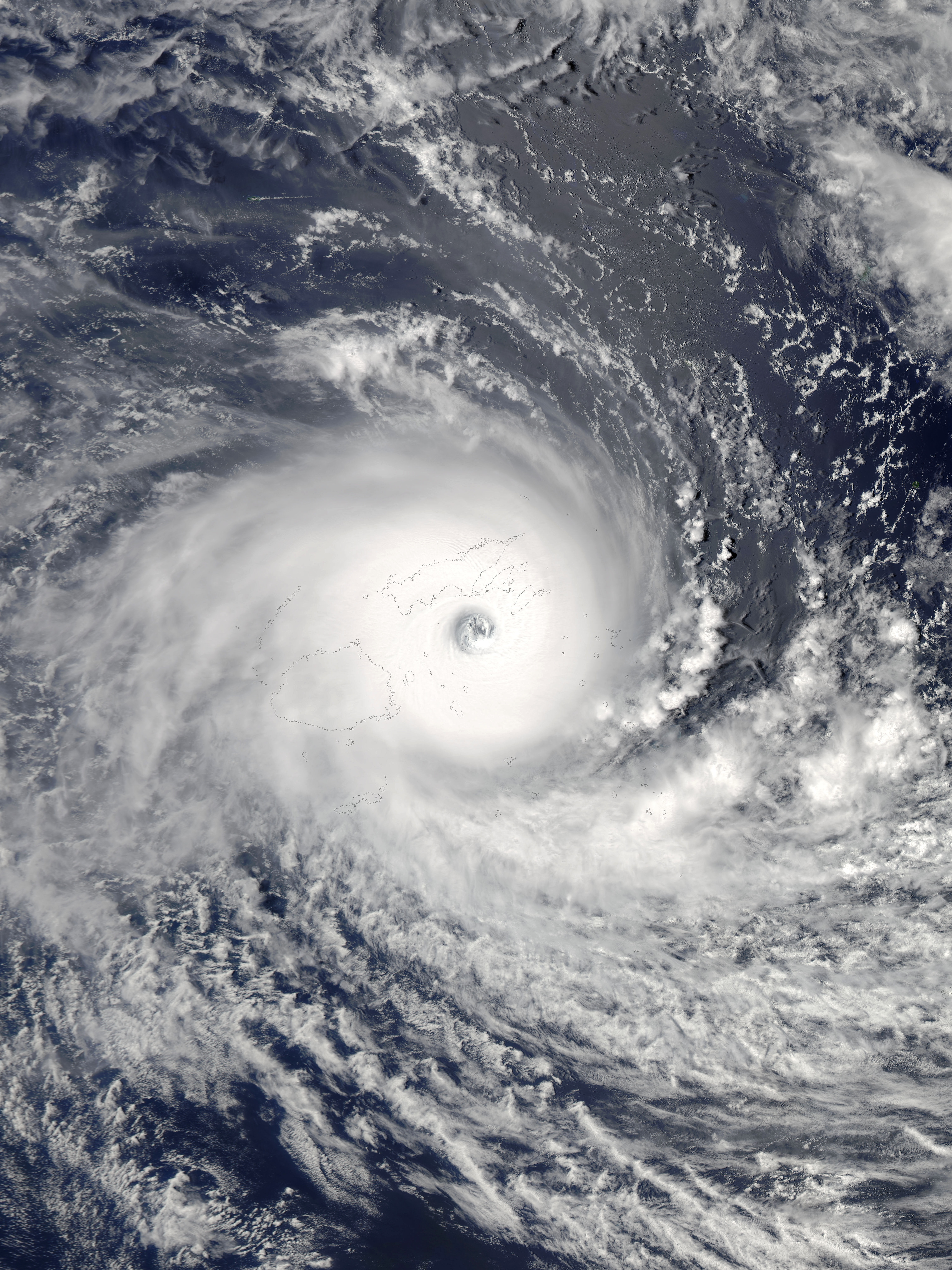
الإعصار وينستون عند أقصى شدة قياسية في 20 فبراير، مباشرة قبل الوصول إلى اليابسة في فيجي.

وينستون يصل إلى اليابسة في فيتي ليفو في 20 فبراير.

إعصار وينستون هو إعصار إستوائي قوي من الدرجة 5 ضرب فيجي في يومي 21 فبراير و22 فبراير من عام 2016 في فيجي وشمال أستراليا وتونغا وفانواتو، وخلف الإعصار عن مصرع 30 شخص، وأعلنت السلطات الفيجية حظر التجوال هناك بسبب خطر الإعصار. ويعتبر هذا الإعصار هو الأقوى الذي يضرب الجزيرة على مدى تاريخها.

## المسار

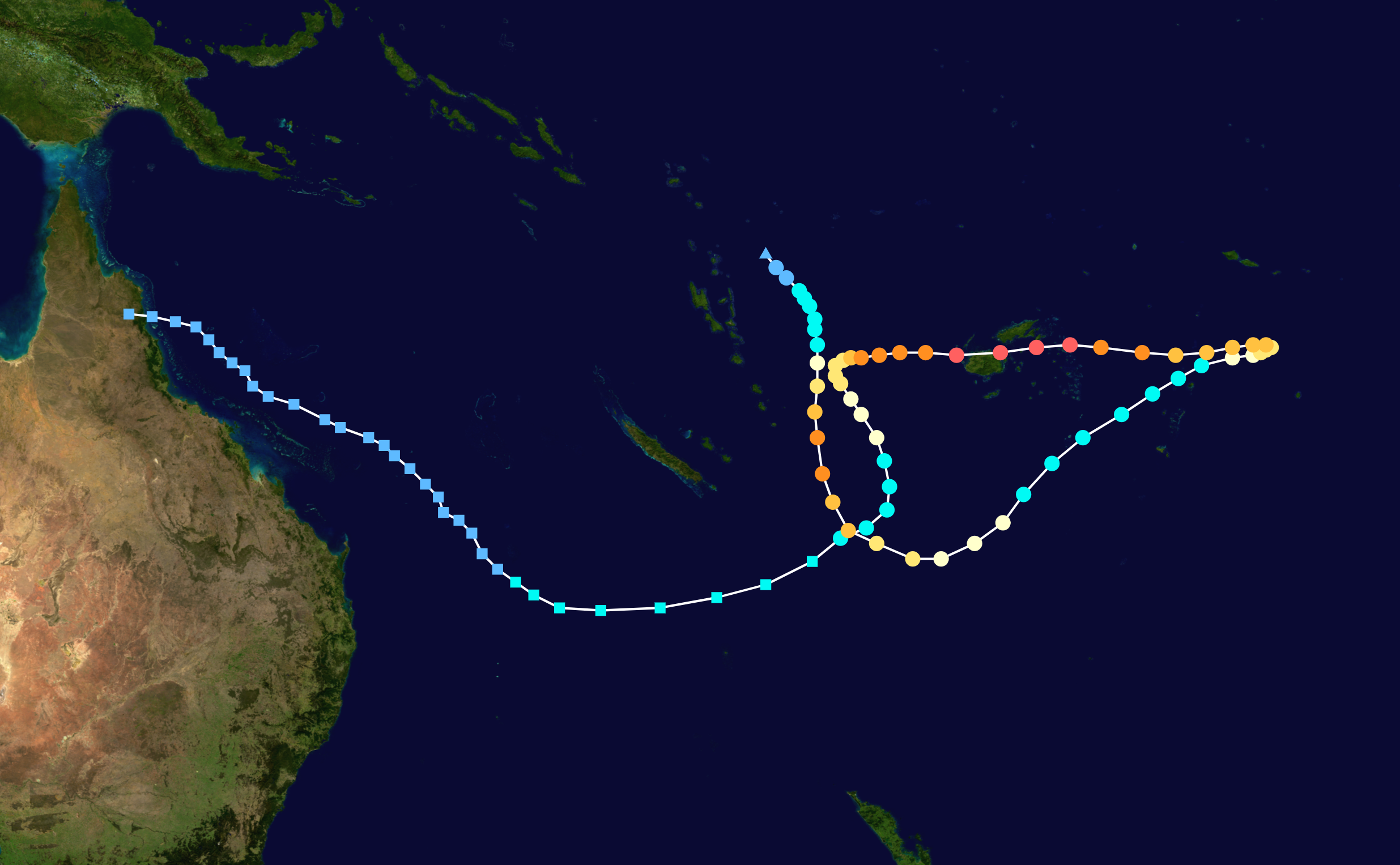
خريطة توضح مسار وشدة الإعصار، وفقًا لمقياس سفير-سمبسون